# Sedum feddei
Sedum feddei är en fetbladsväxtart som beskrevs av R.-hamet. Sedum feddei ingår i Fetknoppssläktet som ingår i familjen fetbladsväxter. Inga underarter finns listade i Catalogue of Life.